# Dimanche-Matin
Cet article possède un paronyme, voir Dimanche Martin.

Le Dimanche-Matin était un journal hebdomadaire québécois publié le dimanche.

## Historique
Le journal a été fondé à Montréal par Jacques Francoeur en 1954.
Il a tiré à près de 300 000 exemplaires au début des années 1970.
Il a cessé ses activités en 1985, n'ayant pas pu soutenir la concurrence de La Presse et du Journal de Montréal lorsque ces journaux ont commencé à également publier le dimanche. La dernière édition est parue le 17 novembre 1985 et l'annonce de la fermeture du journal a eu lieu deux jours plus tard.